# Кедронская долина

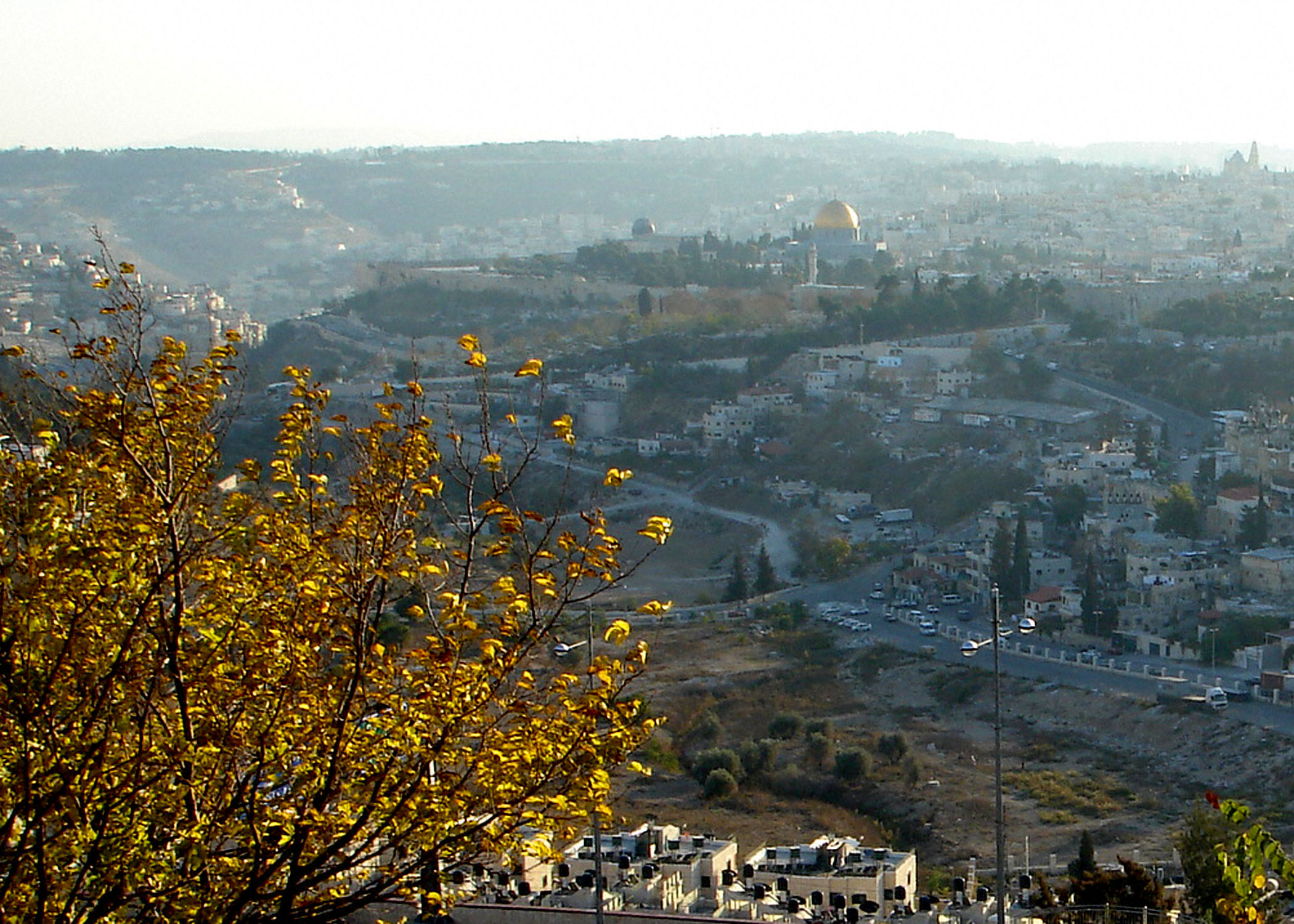
Вид на Старый город с горы Скопус, наискосок через Кедронскую долину.

Кедро́нская долина (от ивр. נחל קדרון‎, Нахаль Кидрон — «ручей Кидрон»; араб. وادي الجوز‎, Вади аль-Джоз; также просто Кедро́н или Кидро́н, поток Ке́дрский) — долина, ограничивающая Старый город Иерусалима с востока и отделяющая Храмовую гору от Елеонской, многократно упоминается в Библии.
Кедронская долина пересекает с севера на юг значительную часть Восточного Иерусалима и проходит вдоль восточной стены Старого города. Затем по удалении от Иерусалима долина продолжается на расстояние 30 км на юго-восток через Иудейскую пустыню к Мёртвому морю, теряя при этом 1200 м высоты. Над долиной расположено израильское поселениe Кедрон; арабский район поблизости носит название Вади-аль-Джоз, по арабскому названию долины.
В долине у подножия «Города Давида» (чуть ниже Старого города) находится источник Гион, чистая вода которого, пройдя через туннель Езекии, попадает в Силоамский водоём и затем выходит в долину. Далее, при выходе из Восточного Иерусалима, по дну ущелья в Мёртвое море идёт поток канализации со всех окрестных селений, в том числе из самого Восточного Иерусалима.

## В эсхатологии
В Ветхом Завете упоминается Иосафатова долина (ивр. עמק יהושפט‎, эмек Йехошафат), «долина, в которой Бог будет судить». Долина фигурирует в пророчествах иудейской эсхатологии, согласно которым в конце войны Гога и Магога народы будут перенесены Богом в Иосафатову долину и осуждены за зло, причинённое Израилю. Обычно считается, что под этим именем имеется в виду Кедронская долина.
Согласно христианской эсхатологии, в долине будет проходить Страшный суд.
Не все теологи отождествляют Кедронскую долину с Иосафатовой; оппоненты считают, что Кедронская долина стала считаться Иосафатовой лишь в IV веке нашей эры.

### Другие упоминания в Библии
Согласно Ветхому Завету, Царь Давид убегал через долину во время восстания Авессалома.
Новый Завет свидетельствует, что Иисус Христос много раз проходил по долине из Вифании в Иерусалим и обратно. Евангелист Иоанн также говорит о потоке Кедрон в следующих словах: «Иисус вышел с учениками Своими за поток Кедрон, где был сад» (Иоан. 18:1); там он был взят под стражу вооружёнными людьми, преданный Иудой Искариотом.

## Гробницы

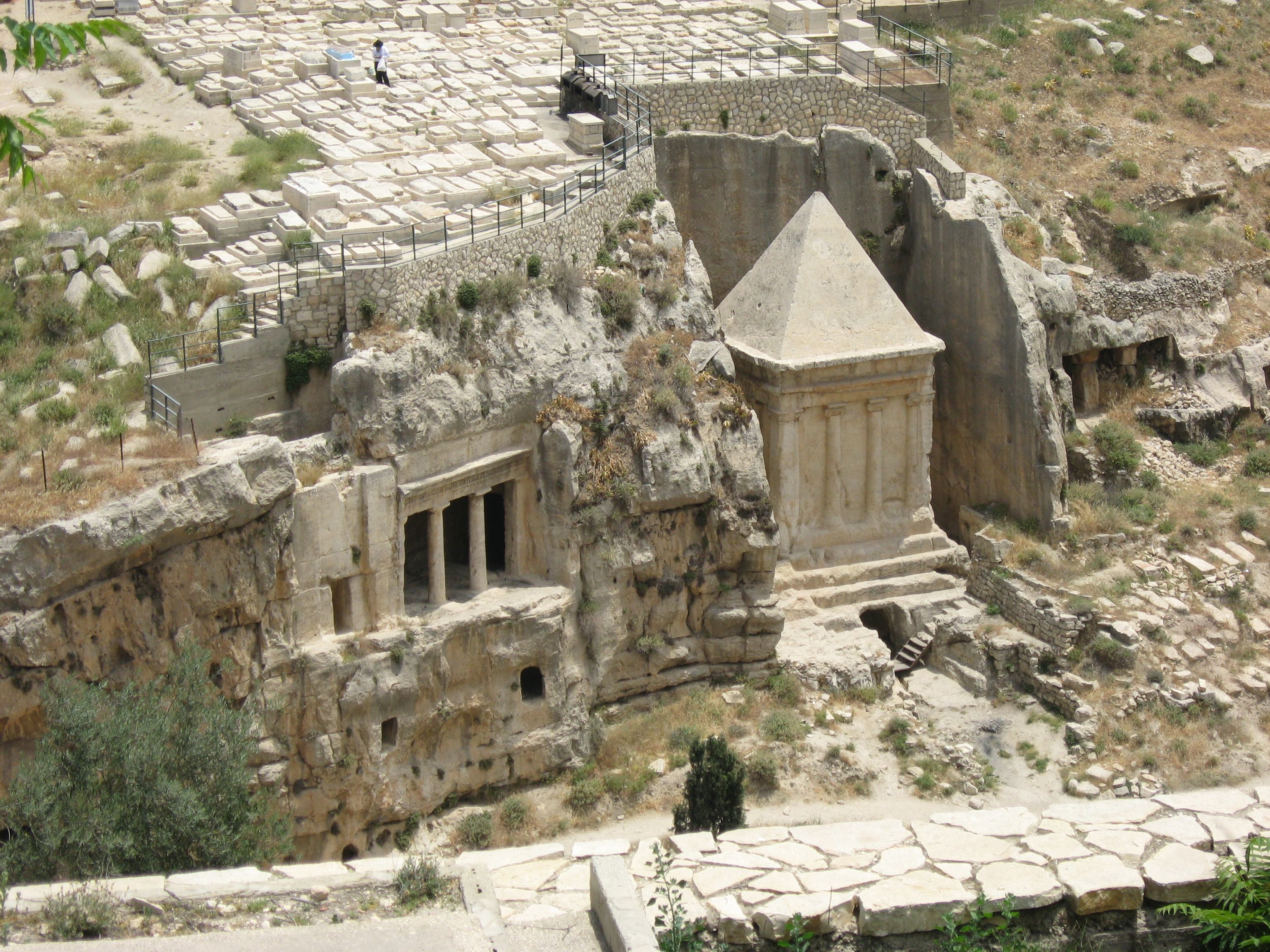
Гробницы и кладбище в Кедронской долине

Долина известна своими кладбищами. Здесь расположены гробница Авессалома, гробница семьи Хезир, Захарии и Иосафата, а также многие христианские святые места, в том числе гробница Богородицы и гробница апостола Иакова.

## В искусстве
В Кедронской долине происходит действие заключительного акта оперы Шарля Гуно «Царица Савская».